# Барон Данбойн

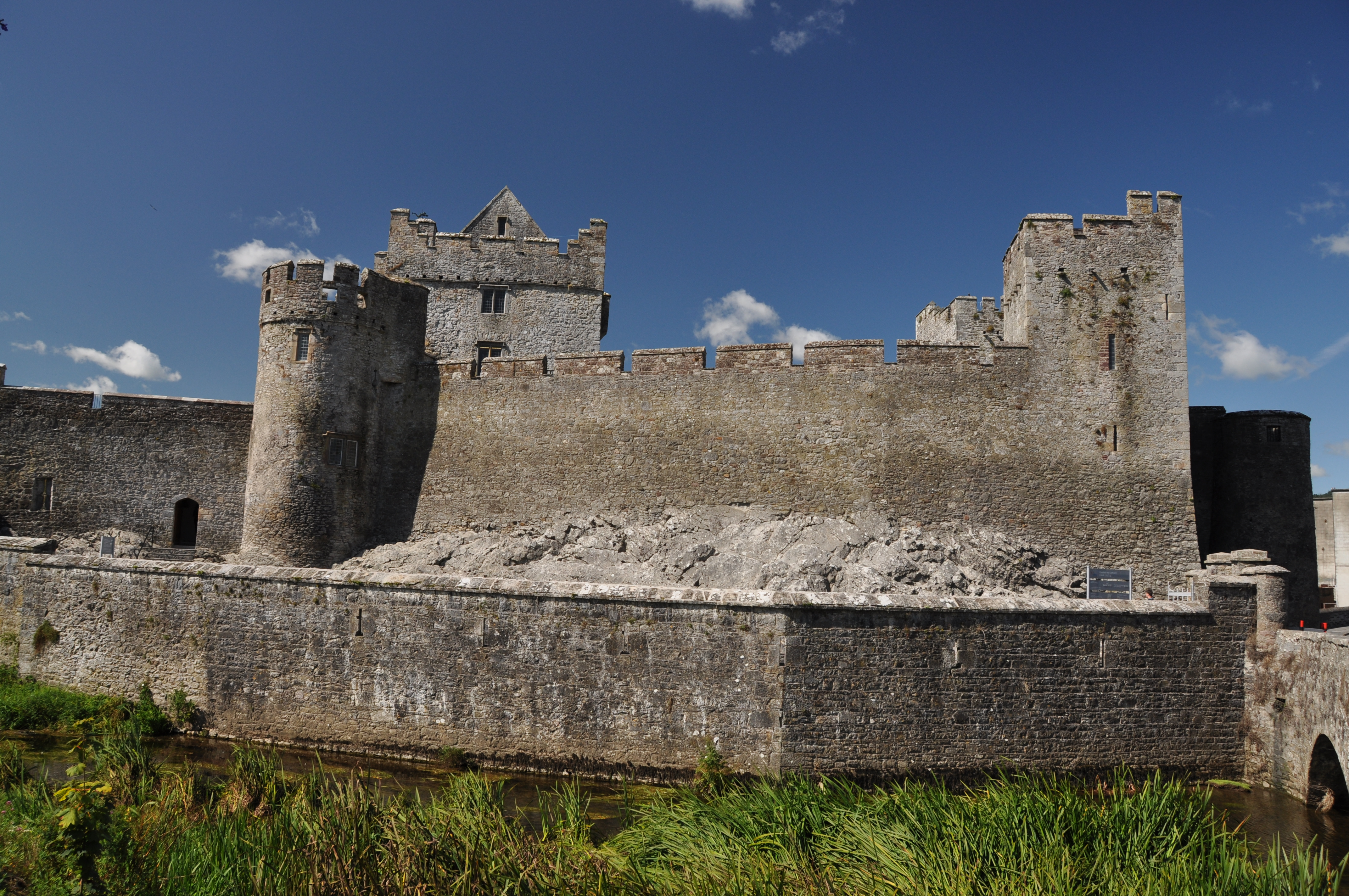
Руїни замку Кахір.

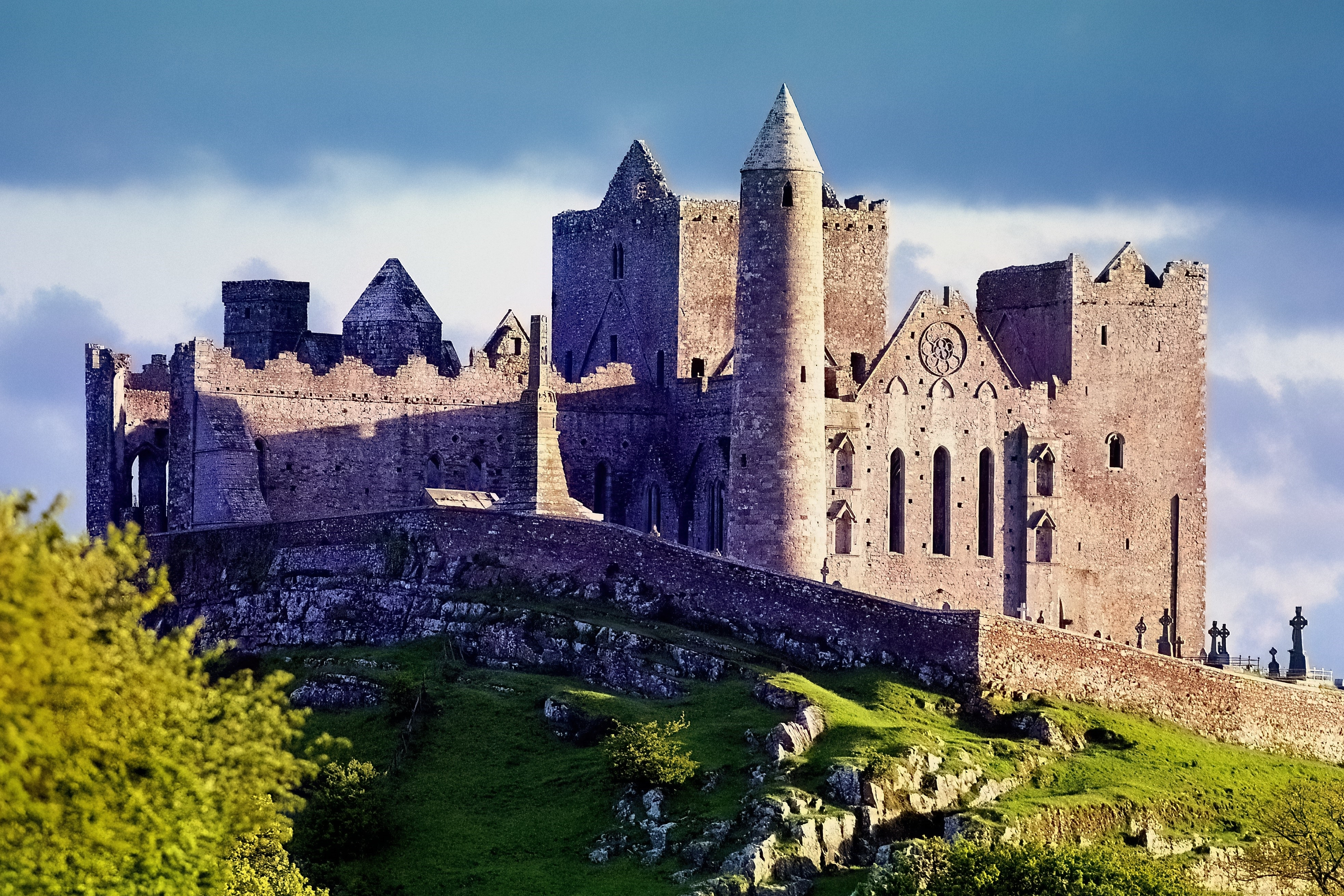
Руїни замку Кашель.

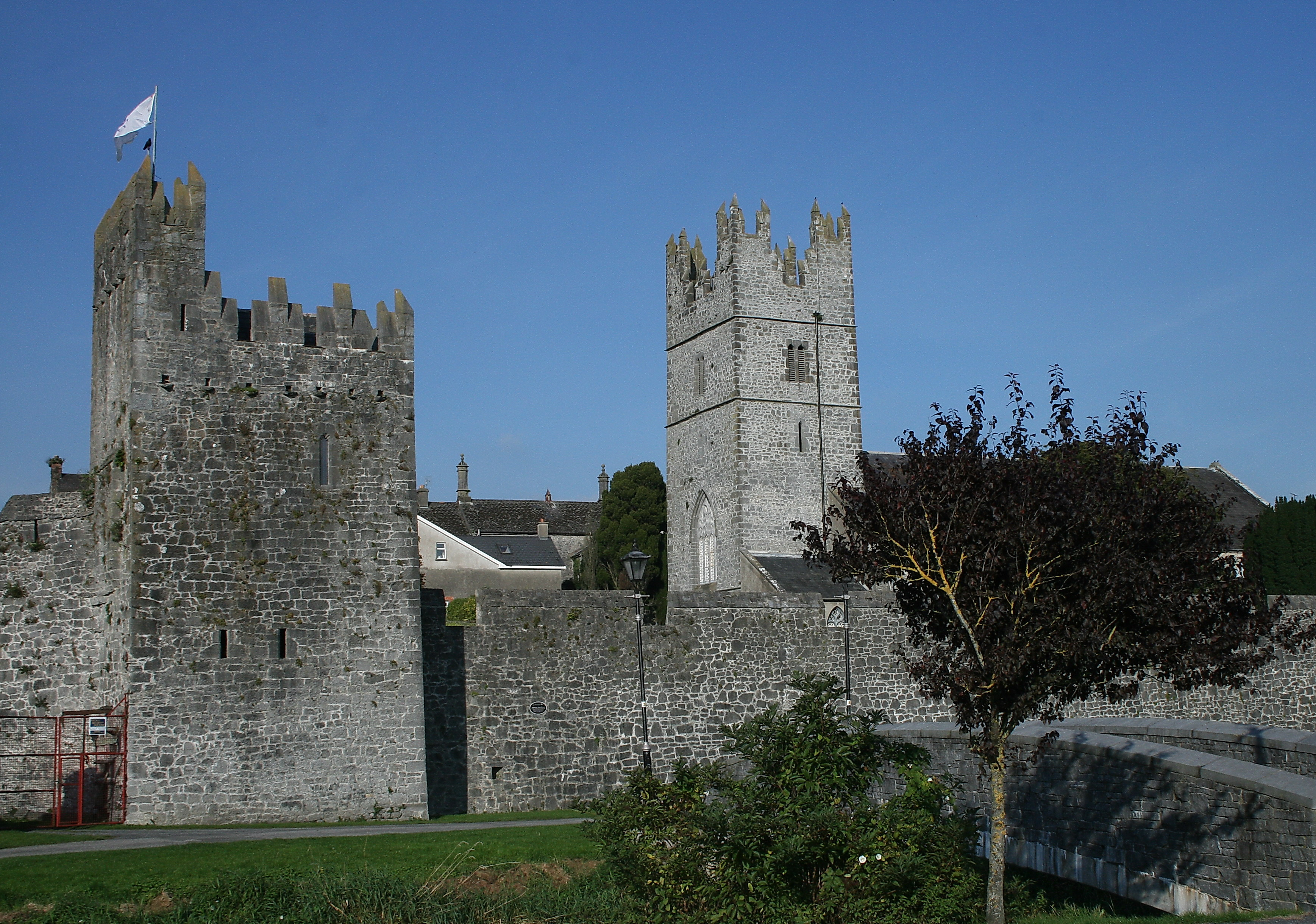
Руїни замку Фетард.

Барони Данбойн (англ. — Baron Dunboyne) — аристократичний титул в Ірландії. Вперше титул баронів Данбойн був дарований королем Англії лицарській родині Петі після англо-норманського завоювання Ірландії в 1171 році.

## Історія баронів Данбойн
Барони Данбойн володіли землями в нинішньому графстві Міт (Ірландія). Місцевість Данбойн, що дала ім'я титулу цих баронів, лежить нині на захід від Дубліна. Назва походить від ірландської назви Дун Буйнне (ірл. — Dún Búinne) — Фортеця Буйнне. Буйнне — це постать міфологічна, це дружина бога Луга. Згідно іншої версії назва виникла від імені Боанн — богині річки Бойн. Родина Петі крім земель в графстві Міт володіла землями ще й Муллінґарі. Назва Муллінгар походить від ірландської назви Ан Мулєнн ґ-Керр (ірл. — An Muileann gCearr), що ожначає «Неправильний млин» — неправильний, бо він обертався проти годинникової стрілки. У 1227 році Ральф Петі став єпископом Міт. Будучи на цій посаді він заснував монастир Святої Богородиці в Муллінґарі і дарував цьому монастирю місто Кілбрайнан (Кілбрен), що стояло в землях Данбойн. Через сто років Томас Батлер — син Теобальда Батлера — IV головного чашника Ірландії одружився з Сінолдою — спадкоємицею Вільяма ле Петі. У 1324 році саме ці Батлери отримали титул баронів Данбойн. Вони належали до однієї з гілок династії аристократів Батлер, що отримали своє прізвище завдяки тому, що вони були чашниками (батлерами) при дворі короля Англії. У 1541 році баронство Данбойн було включено в перство Ірландії, тому нумерація баронів пішла заново. Резиденцією баронів Данбойн довгий час (до Реформації) був замок Кілтінан, що стояв на землі Фетард (графство Тіпперері).

## Династія баронів Данбойн
- Томас Батлер (помер у жовтні 1329) — І барон Данбойн
- Пірс Батлер (помер 8 травня 1370) — ІІ барон Данбойн
- Томас Мак Пірс Батлер (помер 7 липня 1370) — ІІІ барон Данбойн
- Вільям Батлер (помер 1406) — IV барон Данбойн
- Пірс Батлер (помер 1415) — V барон Данбойн
- Едмонд Батлер (помер 1419) — VI барон Данбойн
- Джеймс Батлер (помер 1445) — VII барон Данбойн, сенешал Тіпперарі до 1457
- Едмонд Батлер (помер 1498) — VIII барон Данбойн, сенешал Тіпперарі з 1457 по 1478
- Джеймс Батлер (помер 1508) — IX барон Данбойн, сенешал Тіпперарі з 1478 по 1505
- Джеймс Батлер (помер 1538) — X барон Данбойн
- Едмонд Батлер (помер 1566) — І (ХІ) барон Данбойн, син Х барона, його статус в перстві Ірландії визнаний 11 червня 1541.
- Джеймс Батлер (помер 1624) — ІІ (ХІІ) барон Данбойн
- Едмонд Батлер (помер 1640) — ІІІ (ХІІІ) барон Данбойн, онук ІІ (ХІІ) барона
- Джеймс Батлер (помер 1662) — IV (XIV) барон Данбойн
- Пірс Батлер (помер 1690) — V (XV) барон Данбойн
- Джеймс Батлер (помер 1701) — VI (XVI) барон Данбойн
- Пірс Батлер (помер 1718) — VII (XVII) барон Данбойн
- Едмонд Батлер (помер 1732) — VIII (XVIII) барон Данбойн
- Джеймс Батлер (помер 1768) — IX (XIX) барон Данбойн
- Пірс Батлер (помер 1773) — X (XX) барон Данбойн
- Пірс Едмонд Кріг Батлер (помер 1785) — ХІ (ХХІ) барон Данбойн
- Джон Батлер (1720—1800) — ХІІ (ХХІІ) барон Данбойн, син Х (ХХ) барона
- Джеймс Батлер (1780—1850) — ХІІІ (ХХІІІ) барон Данбойн
- Теобальд Фіцвальтер Батлер (1806—1881) — XIV (XXIV) барон Данбойн (обраний депутатом парламенту в 1868 році)
- Джеймс Фіцвальтер Кліффорд-Батлер (1839—1899) — XV (XXV) барон Данбойн
- Роберт Сент -Джон Фіцвальтер Батлер (1844—1913) — XVI (XXVI) барон Данбойн (обраний депутатом парламенту в 1901 році)
- Фіцвальтер Джордж Пробін Батлер (1874—1945) — XVII (XXVII) барон Данбойн
- Патрік Теобальд Батлер (1917—2004) — XVIII (XXVIII) барон Данбойн (відомий Педді Данбойн) (очолював Ірландську асоціацію перів)
- Джон Фіцвальтер Батлер (1951—2013) — ХІХ ХХІХ барон Данбойн
- Річард Пірс Теобальд Батлер (нар. 1983) — ХХ (ХХХ) барон Данбойн

Імовірний спадкоємець — двоюрідний брат нинішнього володаря титулу.
Як римо-католицький єпископ ХІІ (ХХІІ) барон Данбойн — Джон Батлер успадкувавши титул побоювався, що титул згасне, бо римо-католицький священик не мав і не має права одружуватись і мати дітей. Він звернувся до Папи Римського з проханням звільнити його він обітниць римо-католицького священника. Але Папа Римський відмовив. Тоді він перейшов з католицтва в протестантство — став вірним Ірландської Церкви, одружився і мав спадкоємців. Але його син помер в дитинстві і титул згас. Але знайшовся родич ІІ (ХІІ) барона Данбойн — Хоувервер, що жив у графстві Клер. Він і успадкував титул. Його походження наступне: Джеймс Батлер — ІІ (ХІІ) барон Данбойн одружився з Маргарет О'Браєн. Їхній син — Едвард Батлер одружився з Елізабет Доббін. Іхній син — Джеймс Батлер одружився з Джаннет Кентвелл — дочкою капітана Джона Кентвелла. Їхній син — Едвард Батлер був батьком Джеймса Батлера (пом. 1774) — він був римо-католицьким єпископом Кашеля. Майкл Батлер (пом. 15 серпня 1776) одружився з Мері О'Лірі. У них був син Джеймс Батлер (пом. 22 травня 1784). Він одружився з Бріджит Шихі — дочкою Бартоломео Шихі. Цей Джеймс Батлер жив у Крагнагоу (графство Клер). Його син Джеймс Батлер (нар. 25 липня 1780) і став ХІІІ (ХХІІІ) бароном Данбойн. Він був прапрапраправнуком ІІ (ХІІ) барона Данбойн. Джеймс Батлер, ХІІІ (ХХІІІ) барон Данбойн одружився з Елеонорою — дочкою Девіда О'Коннелла. Шлюб відбувся 17 серпня 1799 року.